# 陳吾德
陳吾德（1528年—1589年），字懋修，號省齋，廣東承宣布政使司惠州府歸善縣（今廣東省惠州市東北西枝江東岸）人，明朝政治人物，官至湖廣按察司僉事。

## 生平
嘉靖三十一年（1552年）乡试中第二名举人。嘉靖四十四年（1565年）会试六十七名，登三甲二百二十一名进士，刑部观政，四十五年二月授行人司行人。隆庆三年（1569年）闰六月担任工科給事中。四年五月，因明穆宗听信中官崔敏建议购买珍寶，戶部尚書劉體、戶科都給事中李已上奏反对，陳吾德接连反对皇帝奢侈，被罚杖刑，下刑部监狱，被贬为民。
明神宗即位，隆庆六年七月起用为兵科给事中。万历元年（1573年）九月晋升本科右给事中，后得罪张居正，二年二月出任饶州府知府。四年五月贬馬邑縣典史、再贬为民。
张居正去世后，萬曆十一年（1583年）九月起补原官，十月升思州府推官，十二月移寶慶府同知，十五年九月复除绍兴府，十六年七月官至湖廣僉事，不久去世。

## 家族
曾祖陳烈；祖父陳孟塤；父陳文鳳，累封给事中。母黃氏，封孺人。弟憲德、敬德。

## 延伸阅读
[在维基数据编辑]
 《國朝獻徵錄·卷之八十八》，出自焦竑《國朝獻徵錄》
 《明史卷二百一十五》，出自《明史》

| 官衔        | 官衔                            | 官衔          |
| ----------- | ------------------------------- | ------------- |
| 前任： 戴濂 | 明朝饒州府知府 萬曆年間－1580年 | 繼任： 黃思近 |